# Les aventures du capitaine Hatteras
Les aventures du capitaine Hatteras (Brasil: O capitão Hatteras / Portugal: Aventuras do capitão Hatteras é um romance de autoria do escritor francês Júlio Verne.
A obra foi publicada pela primeira vez entre os anos de 1864 e 1865 no periódico francês Magasin d’Education et de Récréatión.
O autor invoca de maneira fascinante e poética, os perigos e encantos das viagens polares. A demonstração de como o homem pode dispor dos mais variados recursos para resolver as mais adversas situações, com ajuda de algumas noções científicas e do engenho, da intrepidez e de um sentido ético.